# Klufterhof

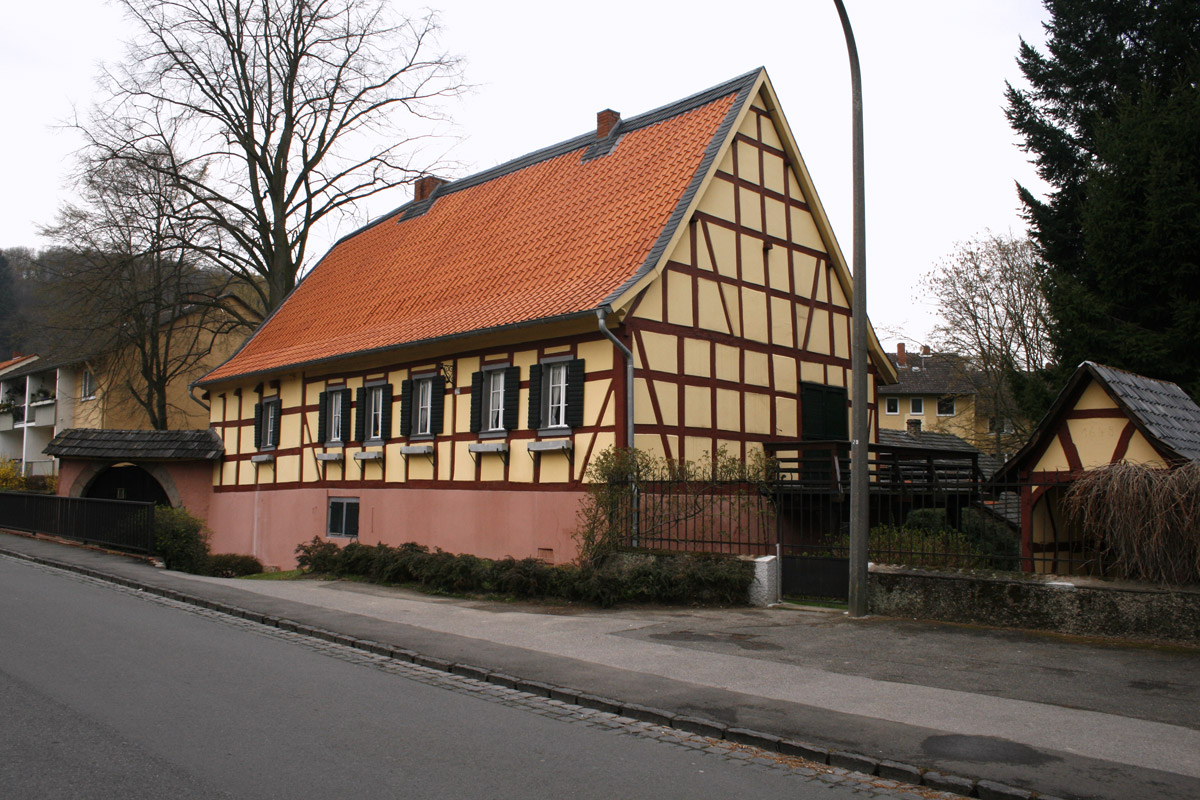
Der Klufterhof in Bad Godesberg-Friesdorf

Der Klufterhof ist ein Fachwerkhaus in Friesdorf, einem Ortsteil des Bonner Stadtbezirks Bad Godesberg. Er steht als Baudenkmal unter Denkmalschutz.
Er wurde im Jahr 947 erstmals urkundlich erwähnt. Damals bestätigte König Otto I. eine Schenkung des Königs Arnulf  an das Stift Gandersheim aus dem Jahr 852. Im Jahr 1207 verkaufte das Stift den Hof an die Abtei Heisterbach. In der napoleonischen Zeit wurde der Hof säkularisiert.